# Гамилькар (полководец)
Гамилькар (IV век до н. э.) — военачальник, управлявший карфагенскими владениями на Сицилии в 310-х годах до н. э.

## Биография
Гамилькар был командующим карфагенской армией, когда к власти в Сиракузах пришёл Агафокл.
Незадолго до этого Гамилькар прислал вспомогательный отряд на помощь тем сиракузцам, что боролись с Агафоклом. Однако затем Агафокл смог убедить карфагенянина выступить посредником между враждующими сторонами. Гамилькар вступил с Агафоклом в переговоры и заключил мир, сочтённый карфагенским правительством невыгодным. По этому договору города Гераклея и Селинунт на юге и Гимера на севере Сицилии были отнесены к власти Карфагена, а прочие греческие города в качестве автономных общин должны были образовать симмахию под гегемонией Сиракуз.
Распространились слухи, что Гамилькар вступил с сиракузским тираном в тайное соглашение, чтобы самому захватить власть. Сицилийские союзники карфагенян обратились с жалобами в Карфаген, называя Гамилькара предателем. В результате тот был отозван на родину. Преемником Гамилькара на должности правителя сицилийских владений Карфагена был назначен его тёзка, сын Гисгона.